# Retrospective 2
Retrospective 2 – dwupłytowa kompilacja nawiązująca do poprzednich dokonań zespołu Sevendust. Płyta zawiera covery i nagrania na żywo z płyt Next i Alpha (nie ma żadnych utworów z Animosity i Seasons) oraz dwóch nagrań DVD znajdujących się uprzednio na materiale DVD zespołu zatytułowanego Retrospect, wydanego w 2001 roku i dwóch filmów zarejestrowanych podczas nagrywania płyt Next i Alpha.

## Lista utworów
Dysk: 1
1. "Losing you" (Studio) – 4:30
2. "The Rim" (Studio) – 3:15
3. "Sleeper" (Studio) – 5:32
4. "Hero" (Live) – 4:32
5. "Silence" (Live) – 4:12
6. "Deathstar" (Live) – 5:09
7. "Clueless" (Live) – 4:13
8. "Beg to Differ" (Live) – 5:03
9. "Alpha" (Live) – 4:10

Dysk: 2 (DVD)
1. "A Day In Life Of Sevendust"
2. "NEXT"
3. "ALPHA"
4. "Pete The A&R Guy"

## Miejsca na listach przebojów

### Album
| Rok  | Lista             | Pozycja                           |
| ---- | ----------------- | --------------------------------- |
| 2007 | The Billboard 200 | Niesklasyfikowany w pierwszej 200 |